# Neta V
Neta V – elektryczny samochód osobowy typu crossover klasy subkompaktowej produkowany pod chińską marką Neta od 2020 roku.

## Historia i opis modelu

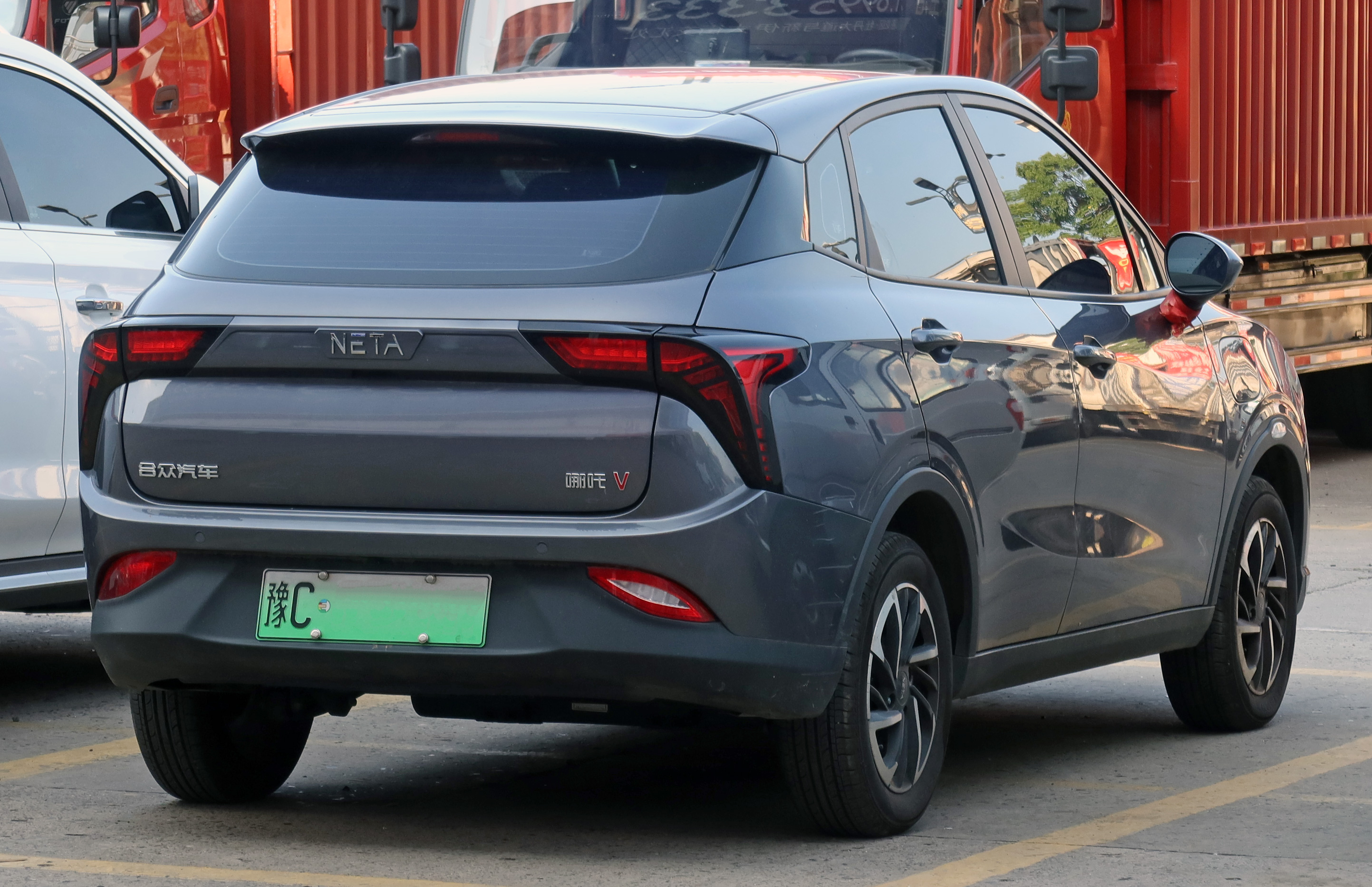
Neta V - tył

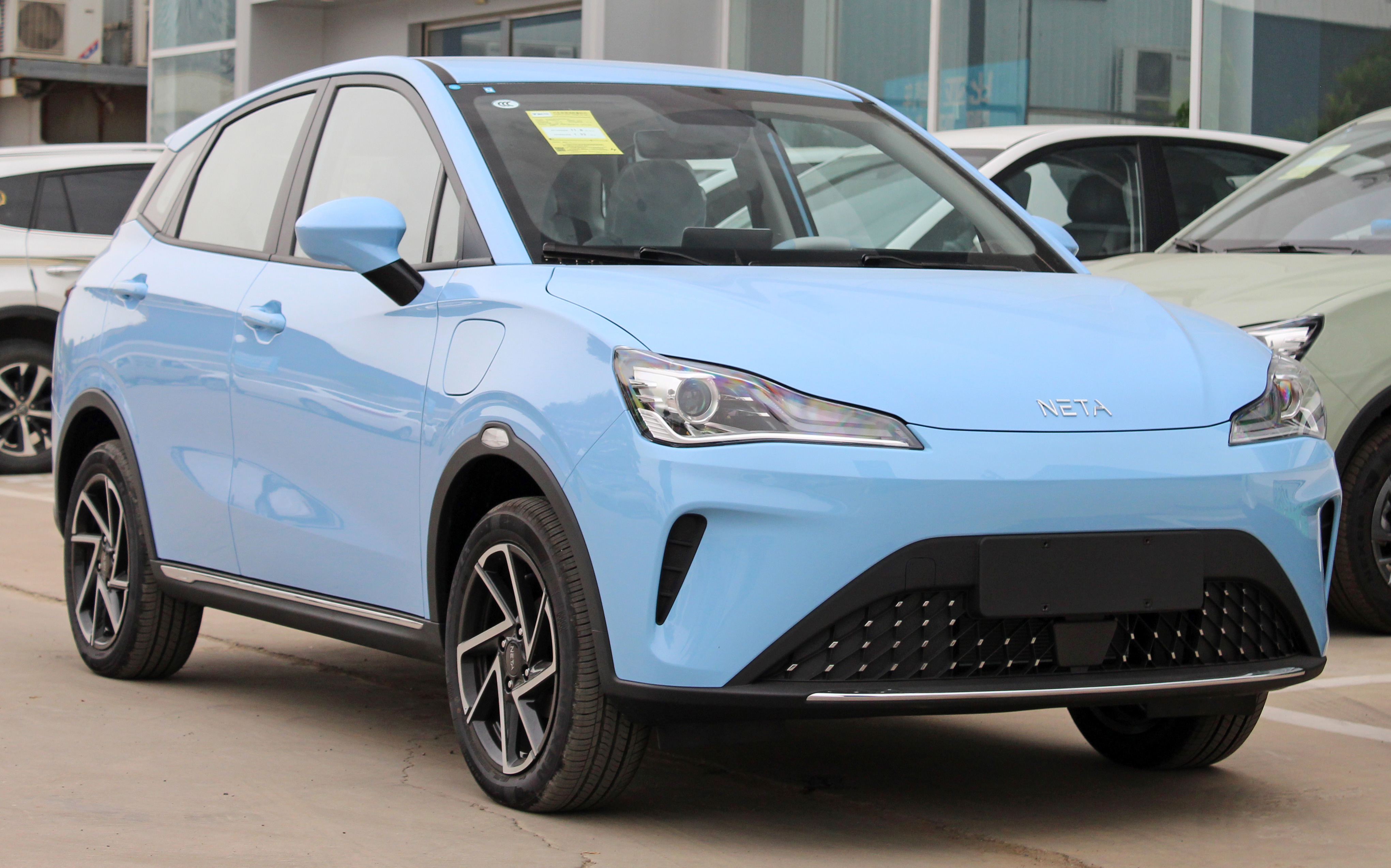
Neta Aya po liftingu

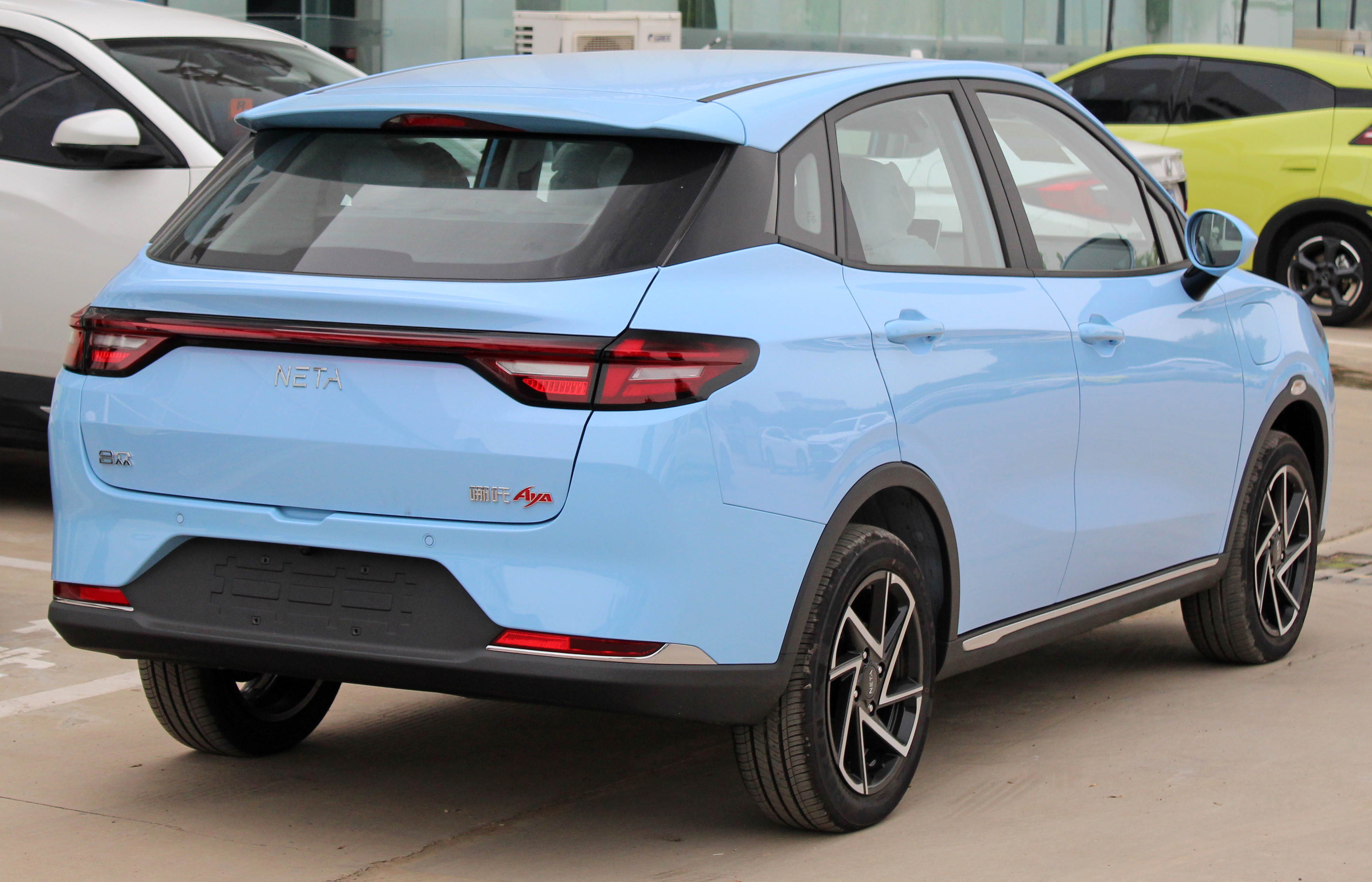
Neta Aya - tył po liftingu

W lipcu 2020 roku chińskie przedsiębiorstwo Hozon Auto zapowiedziało prezentację kolejnego, trzeciego modelu pod nazwą Neta V. Niewielki, subkompaktowy crossover uplasował się w gamie pomiędzy modelami N01 i U, charakteryzując się obłymi proporcjami z agresywnie ukształtowanymi reflektorami i trójramiennymi lampami tylnymi.
Kabina pasażerska utrzymana została w minimalistycznym projekcie, z deską rozdzielczą zdominowaną przez centralny, pionowy dotykowy ekran pozwalający na sterowanie funkcjami systemu multimedialnego czy innymi właściwościami pojazdy. Wyróżnił się on przekątną 14,6 cali, posiadając w sobie także funkcję panelu klimatyzacji.
Samochód otrzymał zero gwiazdek w teście bezpieczeństwa przeprowadzonym przez ASEAN NCAP.

### Lifting i zmiana nazwy
W lipcu 2023 roku Neta V przeszła obszerną restylizację, która przyniosła także nową nazwę Neta Aya początkowo ograniczoną wyłącznie do wewętrznego rynku chińskiego. Pas przedni zyskał przemodelowany zderzak z dużym trapezoidalnym wlotem powietrza, z kolei tylna część nadwozia została zwieńczona innymi niż dotychczas lampami. Nadano im bardziej owalny kształt i połączono je listwą świetlną biegnącą przez całą szerokość klapy bagażnika.

### Sprzedaż
Podobnie jak inne samochody marki Neta, crossover V jest produkowany i sprzedawany wyłącznie na rynku chińskim. Produkcja pojazdu rozpoczęła się w drugiej połowie października 2020 roku, a model odniósł duży rynkowy sukces z prawie 50 tysiącami sprzedanych egzemplarzy w 2021 roku. Ograniczenie zasięgu rynkowego samochodu z pierwszych 2 lat produkcji uległo zmianie w sierpniu 2022, kiedy to Neta V trafiła do sprzedaży także w Tajlandii wraz z lokalnym montażem typu CKD. Rok później, z końcem 2023 roku, uruchomiono oficjalną dystrybucję drugim rynku eksportowym, Indonezji, w 2024 rozpoczynając lokalną produkcję.

### Dane techniczne
Układ napędowy Nety V współtworzy litowo-jonowa bateria, która razem z akumulatorem umożliwia przejechanie na jednym ładowaniu według chińskiej procedury pomiary NEDC do 401 kilometrów. Niewielki silnik elektryczny rozwija moc 53 KM i 110 Nm maksymalnego momentu obrotowego, co pozwala rozpędzić się maksymalnie do 100 km/h.